# Посёлки Казахстана
Статус посёлка (каз. кент) в Казахстане по состоянию на 2015 год имеют 50 (по данным Агентства статистики Республики Казахстан на 2015 год, только городские поселки), 145 (по данным Агентства Республики Казахстан по управлению земельными ресурсами на 2012 год) или 241 (по данным Электронного правительства Республики Казахстан) населённых пунктов. Самый большой по числу жителей посёлок Казахстана — Айтеке-Би (40,1 тыс. чел., 2011 год).
Посёлками в Казахстане являются населённые пункты при промышленных предприятиях, стройках, железнодорожных станциях и других экономически важных объектах с численностью не менее 3 тысяч человек, из которых рабочие, служащие и члены их семей составляют свыше двух третей общей численности населения. К посёлкам также приравниваются населённые пункты, расположенные в местности, имеющей лечебное значение, с населением не менее 2 тысяч человек, из которых число приезжающих ежегодно для лечения и отдыха составляет не менее половины, к ним могут быть отнесены также дачные поселки, являющиеся местами летнего отдыха горожан, в которых не менее 25 % взрослого населения постоянно занимаются сельским хозяйством.

## Определение по закону
- поселки — населенные пункты с численностью населения не менее 3 тысяч человек.
- К поселкам также приравниваются населенные пункты, расположенные в местности, имеющей лечебное значение, с численностью населения не менее 2 тысяч человек, из которых число приезжающих ежегодно для лечения и отдыха составляет не менее половины. К ним относятся также дачные поселки, являющиеся местами летнего отдыха граждан, в которых не менее 25 процентов взрослого населения постоянно занимается сельским хозяйством;[4]

## Акмолинская область
| Русское название | Казахское название | Население (2019) | Административная принадлежность |
| ---------------- | ------------------ | ---------------- | ------------------------------- |
| Аксу             | Ақсу               | 4000             | Степногорская горадминистрация  |
| Аршалы           | Аршалы             | 5978             | Аршалынский район               |
| Бестобе          | Бестөбе            | 6839             | Степногорская горадминистрация  |
| Заводской        | Зауыт              | 3961             | Степногорская горадминистрация  |
| Станционный      | Станционный        | 2596             | Кокшетауская горадминистрация   |
| Шантобе          | Шаңтөбе            | 3541             | Степногорская горадминистрация  |
| Шортанды         | Шортанды           | 5773             | Шортандинский район             |

## Актюбинская область
| Русское название | Казахское название | Население (2019) | Административная принадлежность |
| ---------------- | ------------------ | ---------------- | ------------------------------- |
| Шубаркудук       | Шұбарқұдық         | 13 580           | Темирский район                 |

## Атырауская область
| Русское название | Казахское название | Население (2019) | Административная принадлежность |
| ---------------- | ------------------ | ---------------- | ------------------------------- |
| Индерборский     | Индербор           | 14 091           | Индерский район                 |
| Макат            | Мақат              | 14 847           | Макатский район                 |
| Доссор           | Доссор             |                  | Макатский район                 |

## Восточно-Казахстанская область
| Русское название | Казахское название | Население (2019) | Административная принадлежность |
| ---------------- | ------------------ | ---------------- | ------------------------------- |
| Алтайский        | Алтай              |                  | Глубоковский район              |
| Асубулак         | Асубұлақ           |                  | Уланский район                  |
| Ауэзов           | Әуезов             |                  | Жарминский район                |
| Белогорский      | Белогорский        |                  | Уланский район                  |
| Белоусовка       | Белоусовка         |                  | Глубоковский район              |
| Верхнеберёзовка  | Жоғарғы Березовка  |                  | Глубоковский район              |
| Глубокое         | Глубокое           | 9548             | Глубоковский район              |
| Жангизтобе       | Жаңғызтөбе         |                  | Жарминский район                |
| Жарма            | Жарма              |                  | Жарминский район                |
| Жезкент          | Жезкент            |                  | Бородулихинский район           |
| Зубовка          | Зубов              |                  | Алтайский район                 |
| Касыма Кайсенова | Қасым Қайсенов     | 5312             | Уланский район                  |
| Новая Бухтарма   | Жаңа Бұқтырма      |                  | Алтайский район                 |
| Огневка          | Огневка            |                  | Уланский район                  |
| Первомайский     | Первомайский       |                  | Шемонаихинский район            |
| Прибрежный       | Прибрежный         |                  | Алтайский район                 |
| Суыкбулак        | Суықбұлақ          |                  | Жарминский район                |
| Ульба            | Үлбі               | 5854             | Риддерская горадминистрация     |
| Усть-Таловка     | Усть-Таловка       |                  | Шемонаихинский район            |
| Чаган            | Шаған              | 727              | Семейская горадминистрация      |
| Шульбинск        | Шүлбі              | 3063             | Семейская горадминистрация      |

## Западно-Казахстанская область
| Русское название | Казахское название | Население (2023) | Административная принадлежность |
| ---------------- | ------------------ | ---------------- | ------------------------------- |
| Деркул           | Дерқұл             | 29599            | Уральская горадминистрация      |
| Зачаганск        | Зачаганск          | 61913            | Уральская горадминистрация      |
| Круглоозёрное    | Круглоозерное      | 6098             | Уральская горадминистрация      |

## Карагандинская область
| Русское название   | Казахское название | Население (2019) | Административная принадлежность |
| ------------------ | ------------------ | ---------------- | ------------------------------- |
| Актас              | Ақтас              | 8729             | Сараньская горадминистрация     |
| Актау              | Ақтау              | 6986             | Темиртауская горадминистрация   |
| Жанаарка           | Жаңаарқа           | 17 560           | Жанааркинский район             |
| Ботакара           | Ботақара           | 5223             | Бухар-Жырауский район           |
| Габидена Мустафина | Ғабиден Мұстафин   |                  | Бухар-Жырауский район           |
| Гульшат            | Гүлшат             | 510              | Балхашская горадминистрация     |
| Долинка            | Долинка            | 4828             | Шахтинская горадминистрация     |
| Жайрем             | Жәйрем             | 10 340           | Каражалская горадминистрация    |
| Жезказган          | Жезқазған          | 8103             | Сатпаевская горадминистрация    |
| Конырат            | Қоңырат            | 2753             | Балхашская горадминистрация     |
| Кушокы             | Қушоқы             |                  | Бухар-Жырауский район           |
| Новодолинский      | Новодолинский      | 6250             | Шахтинская горадминистрация     |
| Нура               | Нұра               | 5450             | Нуринский район                 |
| Осакаровка         | Осакаровка         | 7922             | Осакаровский район              |
| Саяк               | Саяқ               | 3019             | Балхашская горадминистрация     |
| Топар              | Топар              |                  | Абайский район                  |
| Шахан              | Шақан              | 8429             | Шахтинская горадминистрация     |
| Южный              | Южный              |                  | Абайский район                  |

## Костанайская область
| Русское название | Казахское название | Население (2019) | Административная принадлежность |
| ---------------- | ------------------ | ---------------- | ------------------------------- |
| Горняцкий        | Горняк             | 1652             | Рудненская горадминистрация     |
| Карабалык        | Қарабалық          | 11 372           | Карабалыкский район             |
| Качар            | Қашар              | 12 552           | Рудненская горадминистрация     |
| Октябрьский      | Октябрь            | 4142             | Лисаковская горадминистрация    |
| Сарыколь         | Сарыкөл            | 8853             | Сарыкольский район              |

## Кызылординская область
| Русское название | Казахское название | Население (2019) | Административная принадлежность |
| ---------------- | ------------------ | ---------------- | ------------------------------- |
| Айтеке-Би        | Әйтеке би          | 43 152           | Казалинский район               |
| Белколь          | Белкөл             | 4222             | Кызылординская горадминистрация |
| Тасбогет         | Тасбөгет           | 30 670           | Кызылординская горадминистрация |

## Павлодарская область
| Русское название | Казахское название | Население (2019) | Административная принадлежность |
| ---------------- | ------------------ | ---------------- | ------------------------------- |
| Аксу             | Ақсу               | 3075             | Аксуйская горадминистрация      |
| Ленинский        | Ленин              | 9963             | Павлодарская горадминистрация   |
| Солнечный        | Солнечный          | 5824             | Экибастузская горадминистрация  |
| Шидерты          | Шідерті            | 3645             | Экибастузская горадминистрация  |

## Туркестанская область
| Русское название | Казахское название | Население (2019) | Административная принадлежность |
| ---------------- | ------------------ | ---------------- | ------------------------------- |
| Мырзакент        | Мырзакент          | 13 339           | Мактааральский район            |

## Бывшие посёлки

### Упразднённые в советское время
| Название           | Область                | Статус с        | Статус до     | Примечания                                                                  |
| ------------------ | ---------------------- | --------------- | ------------- | --------------------------------------------------------------------------- |
| Аблакетка          | Восточно-Казахстанская | 1943            | 1957          | Включён в черту города Усть-Каменогорск                                     |
| Алга               | Актюбинская            | 1934            | 1961          | Преобразован в город                                                        |
| Алексеевка         | Акмолинская            | 1939            | 1965          | Преобразован в город Акколь                                                 |
| Аркалык            | Костанайская           | 1956            | 1965          | Преобразован в город                                                        |
| Арысь              | Актюбинская            | 1932            | 1956          | Преобразован в город. Ныне Арыс                                             |
| Аягуз              | Восточно-Казахстанская | начало 1930-х   | 1939          | Преобразован в город. Ныне — Аягоз                                          |
| Байконур           | Карагандинская         | 1937            | 1958          | Преобразован в сельский населённый пункт                                    |
| Баладжол           | Восточно-Казахстанская | 1938            | 1953          | Преобразован в сельский населённый пункт                                    |
| Бертыс             | Карагандинская         | 1934            | 1937          | Преобразован в город Балхаш. В 1935—1937 годах — Прибалхашстрой             |
| Берчогур           | Актюбинская            | 1939            | конец 1960-х  | Преобразован в сельский населённый пункт. Ныне — Биршогыр                   |
| Богембай           | Акмолинская            | 1952            | 1977          | Преобразован в сельский населённый пункт. Ныне — Богенбай                   |
| Боко               | Восточно-Казахстанская | 1954            | 1985          | Преобразован в сельский населённый пункт                                    |
| Большой Джезказган | Карагандинская         | 1941            | 1954          | Преобразован в город Джезказган. Ныне — Жезказган                           |
| Борисовка          | Туркестанская          | 1934            | 1958          | Включён в черту города Туркестан                                            |
| Булаево            | Северо-Казахстанская   | 1940            | 1969          | Преобразован в город                                                        |
| Буранколь          | Атырауская             | 1964            | 1970-е        | Упразднён                                                                   |
| Бурлю-Тобе         | Алматинская            | конец 1930-х    | 1948          | Преобразован в сельский населённый пункт. Позднее упразднён                 |
| Даниловка          | Акмолинская            | 1940            | 1958          | Преобразован в сельский населённый пункт                                    |
| Державинский       | Акмолинская            | 1963            | 1966          | Включён в черту города Державинск                                           |
| Джамбул            | Жамбылская             | середина 1930-х | 1959          | Включён в черту города Джамбул                                              |
| Джетыгара          | Кустанайская           | середина 1930-х | 1939          | Преобразован в город. Ныне — Житикара                                       |
| Дружба             | Алматинская            | 1960            | конец 1960-х  | Преобразован в сельский населённый пункт. Ныне — Достык                     |
| Ерментау           | Акмолинская            | 1951            | 1965          | Преобразован в город. Ныне — Ерейментау                                     |
| Ерофеевка          | Восточно-Казахстанская | 1942            | 1961          | Преобразован в сельский населённый пункт                                    |
| Жана-Семей         | Восточно-Казахстанская | начало 1940-х   | конец 1940-х  | Включён в черту города Семипалатинск                                        |
| Жанатас            | Жамбылская             | 1964            | 1969          | Преобразован в город                                                        |
| Жетысай            | Туркестанская          | 1951            | 1969          | Преобразован в город                                                        |
| Жосалы             | Павлодарская           | 1950            | конец 1950-х  | Преобразован в сельский населённый пункт                                    |
| Заводской          | Актюбинская            | 1943            | 1956          | До 1954 — посёлок при заводе ферросплавов. Включён в черту города Актюбинск |
| Защита             | Восточно-Казахстанская | 1950            | 1957          | Включён в черту города Усть-Каменогорск                                     |
| Зыряновск          | Восточно-Казахстанская | 1937            | 1941          | Преобразован в город. Ныне Алтай                                            |
| Или                | Алматинская            | 1938            | 1970          | упразднён в связи со строительство Капчагайского водохранилища              |
| Иртышск            | Павлодарская           | 1961            | 1973          | Преобразован в город                                                        |
| Казаншункур        | Восточно-Казахстанская | 1942            | 1953          | Преобразован в сельский населённый пункт. В 2013 упразднён                  |
| Казахстан          | Западно-Казахстанская  | 1941            | 1967          | Преобразован в город Аксай                                                  |
| Канайка            | Восточно-Казахстанская | 1949            | 1954          | Преобразован в сельский населённый пункт                                    |
| Кандагач           | Актюбинская            | 1940            | 1967          | Преобразован в город Октябрьск. Ныне — Кандыагаш                            |
| Караганда          | Карагандинская         | 1931            | 1934          | Преобразован в город                                                        |
| Каражал            | Карагандинская         | 1950            | 1963          | Преобразован в город                                                        |
| Кельтемашат        | Туркестанская          | 1945            | конец 1960-х  | Преобразован в сельский населённый пункт                                    |
| Кокчетав           | Акмолинская            | 1940            | 1959          | Включён в черту города Кокчетав                                             |
| Кулуджун           | Восточно-Казахстанская | 1938            | 1954          | Преобразован в сельский населённый пункт                                    |
| Курашасайский      | Актюбинская            | 1943            | 1959          | Преобразован в сельский населённый пункт                                    |
| Ленгерский         | Туркестанская          | 1939            | 1945          | Преобразован в город Ленгер                                                 |
| Ленинский          | Кызылординская         | 1958            | 1969          | Преобразован в город Ленинск. Ныне — Байконур                               |
| Лисаковск          | Костанайская           | конец 1960-х    | 1971          | Преобразован в город                                                        |
| Макинка            | Акмолинская            | 1939            | 1945          | Преобразован в город Макинск                                                |
| Мамлютка           | Северо-Казахстанская   | 1940            | 1969          | Преобразован в город                                                        |
| Миргалимсай        | Туркестанская          | 1949            | 1955          | Преобразован в город Кентау                                                 |
| Никольский         | Карагандинская         | 1956            | 1973          | Преобразован в город. Ныне — Сатпаев                                        |
| Пахотный           | Восточно-Казахстанская | 1940            | 1964          | Преобразован в сельский населённый пункт                                    |
| Первомайский       | Восточно-Казахстанская | 1944            | 1957          | Включён в черту города Усть-Каменогорск                                     |
| Петропавловский    | Северо-Казахстанская   | конец 1930-х    | 1943          | Включён в черту города Петропавловск                                        |
| Прорва             | Атырауская             | 1964            | 1970-е        | Упразднён                                                                   |
| Риддер             | Восточно-Казахстанская | 1931            | 1934          | Преобразован в город                                                        |
| Самарканд          | Карагандинская         | 1941            | 1945          | Преобразован в город Темиртау                                               |
| Сарканд            | Алматинская            | 1964            | 1968          | Преобразован в город                                                        |
| Сахарозаводский    | Жамбылская             | 1949            | 1959          | Включён в черту города Джамбул                                              |
| Семизбугы          | Карагандинская         | 1944            | 1977          | Преобразован в сельский населённый пункт                                    |
| Сентас             | Восточно-Казахстанская | 1938            | 1954          | Преобразован в сельский населённый пункт                                    |
| Серебрянка         | Восточно-Казахстанская | 1953            | 1962          | Преобразован в город Серебрянск                                             |
| Свинчатка          | Восточно-Казахстанская | 1949            | 1956          | Преобразован в сельский населённый пункт                                    |
| Степняк            | Акмолинская            | 1934            | 1937          | Преобразован в город                                                        |
| Столбоуха          | Восточно-Казахстанская | 1940            | 1970-е        | Преобразован в сельский населённый пункт                                    |
| Стройплощадка      | Восточно-Казахстанская | 1940-е          | 1950-е        | Включён в черту города Усть-Каменогорск                                     |
| Сырдарьинский      | Туркестанская          | 1959            | 1968          | Преобразован в город Чардара. Ныне — Шардара                                |
| Тайнча             | Северо-Казахстанская   | 1940            | 1962          | Преобразован в город Красноармейск. Ныне — Тайынша                          |
| Таргын             | Восточно-Казахстанская | 1940            | 1954          | Преобразован в сельский населённый пункт                                    |
| Текели             | Алматинская            | 1938            | 1952          | Преобразован в город                                                        |
| Тургай             | Акмолинская            | 1940            | 1970-е        | Преобразован в сельский населённый пункт                                    |
| Убаредмет          | Восточно-Казахстанская | 1943            | 1958          | Преобразован в сельский населённый пункт                                    |
| Успенский          | Карагандинская         | 1937            | 1966          | Преобразован в сельский населённый пункт                                    |
| Уштобе             | Алматинская            | 1937            | 1961          | Преобразован в город                                                        |
| Хромтау            | Актюбинская            | 1943            | 1967          | Преобразован в город                                                        |
| Чарский            | Восточно-Казахстанская | 1938            | 1963          | Преобразован в город Чарск                                                  |
| Чердояк            | Восточно-Казахстанская | 1940            | начало 1960-х | Преобразован в сельский населённый пункт                                    |
| Чу                 | Жамбылская             | 1937            | 1960          | Преобразован в город. Ныне — Шу                                             |
| Чулактау           | Жамбылская             | 1945            | 1963          | Преобразован в город Каратау                                                |
| Шемонаиха          | Восточно-Казахстанская | 1938            | 1961          | Преобразован в город                                                        |
| Экибастузуголь     | Павлодарская           | 1939            | 1957          | Преобразован в город Экибастуз                                              |
| Эмба               | Актюбинская            | 1937            | 1967          | Преобразован в город                                                        |

### Упразднённые в постсоветское время
- Акжал (до 1993 года — Юбилейный) — Восточно-Казахстанская область, Жарминский район. Потерял статус городского посёлка в 2000-е годы.
- Балыкши — Атырауская область, Атырауская городская администрация. Потерял статус городского посёлка в 2013—14 годах.
- Боке (до 1993 года — Юбилейный) — Восточно-Казахстанская область, Жарминский район. Потерял статус городского посёлка в 2000-е годы.
- Еспе (бывший Октябрьский) — Восточно-Казахстанская область, Жарминский район. Потерял статус городского посёлка в 2000-е годы.
- Желаево — Западно-Казахстанская область, Уральская городская администрация. Потерял статус городского посёлка в 2013—14 годах.
- Жумыскер — Атырауская область, Атырауская городская администрация. Потерял статус городского посёлка в 2013—14 годах.
- Рудничный — Алматинская область, Текелийская городская администрация. Потерял статус городского посёлка в 2013—14 годах.
- Шыгыс-Конырат — Карагандинская область, Балхашская горадминистрация. Потерял статус городского посёлка в 2013—14 годах.

| Название               | Область                | Статус с | Статус до | Примечания                                                                                |
| ---------------------- | ---------------------- | -------- | --------- | ----------------------------------------------------------------------------------------- |
| Байжансай              | Туркестанская          | 1941     | 1998      | Преобразован в сельский населённый пункт                                                  |
| Байчунас               | Атырауская             | 1938     | 2008      | Преобразован в сельский населённый пункт                                                  |
| Балпык-Би              | Алматинская            | 1942     | 2013      | Преобразован в сельский населённый пункт. До 1998 года — Кировский                        |
| Баутино                | Мангистауская          | 1976     | 2013      | Преобразован в сельский населённый пункт                                                  |
| Глубокое               | Восточно-Казахстанская | 1938     | 2010-е    | Преобразован в сельский населённый пункт                                                  |
| Жансугуров             | Алматинская            | 1964     | 2013      | Преобразован в сельский населённый пункт. До 1965 — Аббакумовка                           |
| Жетыбай                | Мангистауская          | 1963     | 2013      | Преобразован в сельский населённый пункт. До 1965 — Аббакумовка                           |
| Затобольск             | Костанайская           | 1964     | 2020      | Преобразован в город Тобыл                                                                |
| Изумрудный             | Карагандинская         | 1981     | 2006      | Преобразован в сельский населённый пункт. Ныне — Изумрудное                               |
| Искининский            | Атырауская             | 1938     | 2008      | Преобразован в сельский населённый пункт                                                  |
| Карабулак              | Алматинская            | 1944     | 2016      | Преобразован в сельский населённый пункт                                                  |
| Касыма Кайсенова       | Восточно-Казахстанская | 1983     | 2010-е    | Преобразован в сельский населённый пункт. До 2011 года — Молодёжный                       |
| Кишкенеколь            | Северо-Казахстанская   | 1964     | 2003      | Преобразован в сельский населённый пункт. До 1997 — Кзылту                                |
| Комсомольский          | Атырауская             | 1951     | 2008      | Преобразован в сельский населённый пункт                                                  |
| Комсомольский (Лесхоз) | Восточно-Казахстанская | 1980-е   | 2015      | Включён в черту города Усть-Каменогорск                                                   |
| Кошкар                 | Атырауская             | 1951     | 2008      | Преобразован в сельский населённый пункт                                                  |
| Куйбышевский           | Северо-Казахстанская   | 1962     | 2004      | Объединён с пгт Новоишимский в сельский населённый пункт Новоишимское. До 1969 — Трудовое |
| Кульсары               | Атырауская             | 1941     | 2001      | Преобразован в город                                                                      |
| Лепсы                  | Алматинская            | 1938     | 2013      | Преобразован в сельский населённый пункт                                                  |
| Мангышлак              | Магистауская           | 1966     | 2005      | Преобразован в сельский населённый пункт Мангистау                                        |
| Матай                  | Алматинская            | 1938     | 2013      | Преобразован в сельский населённый пункт                                                  |
| Мулалы                 | Алматинская            | 1949     | 2013      | Преобразован в сельский населённый пункт. Ныне — Молалы                                   |
| Мунайшы                | Алматинская            | 1975     | 2013      | Преобразован в сельский населённый пункт                                                  |
| Новоишимский           | Северо-Казахстанская   | 1982     | 2004      | Объединён с пгт Куйбышевский в сельский населённый пункт Новоишимское                     |
| Отеген-Батыр           | Алматинская            | 1966     | 2016      | Преобразован в сельский населённый пункт. До 1999 года — Энергетический                   |
| Павловский             | Костанайская           | 1956     | 1994      | Упразднён                                                                                 |
| Путинцево              | Восточно-Казахстанская | 1957     | 1997      | Преобразован в сельский населённый пункт                                                  |
| Рудничный              | Алматинская            | 1958     | 2013      | Преобразован в сельский населённый пункт                                                  |
| Сарыозек               | Алматинская            | 1938     | 2013      | Преобразован в сельский населённый пункт                                                  |
| Смирново               | Северо-Казахстанская   | 1941     | 2004      | Преобразован в сельский населённый пункт                                                  |
| Талшик                 | Северо-Казахстанская   | 1964     | 2002      | Преобразован в сельский населённый пункт                                                  |
| Туюк                   | Алматинская            | 1965     | 2013      | Преобразован в сельский населённый пункт                                                  |
| Улькен                 | Алматинская            | 1986     | 2013      | Преобразован в сельский населённый пункт                                                  |